# Hostage
Hostage är en brittisk politisk thriller- och dramaserie vars första säsong har premiär på Netflix den 21 augusti 2025. Serien är skapad av Matt Charman.

## Handling
När den brittiska premiärministerns make blir kidnappad och den franske presidenten som är på besök utsätts för utpressning, ställs de två politiska ledarna inför ofattbara val. Kan de samarbeta för att avslöja den komplott som hotar dem båda?

## Rollista (i urval)
- Julie Delpy - Vivienne Toussaint
- Suranne Jones - Abigail Dalton
- Corey Mylchreest - Matheo Lewis
- Lucian Msamati - Kofi Adomako
- Ashley Thomas - Dr Alex Anderson
- James Cosmo - Max
- Jehnny Beth - Adrienne Pelletier